# Амандицький сільський округ
Аманди́цький сільський округ (каз. Амандық ауылдық округі, рос. Амандыкский сельский округ) — адміністративна одиниця у складі Тайиншинського району Північноказахстанської області Казахстану. Адміністративний центр — село Амандик.
Населення — 1324 особи (2021; 1738 у 2009, 2394 у 1999, 2788 у 1989).
Станом на 1989 рік існувала Амандицька сільська рада (села Амандик, Жанадаур, Октябрське) колишнього Чкаловського району, село Ільїчовка перебувало у складі Петровської сільської ради.

## Склад
До складу округу входять такі населені пункти:
| Населений пункт | Старі назви | Населення, осіб (1989) | Населення, осіб (1999) | Населення, осіб (2009) | Населення, осіб (2021) |
| --------------- | ----------- | ---------------------- | ---------------------- | ---------------------- | ---------------------- |
| Аймак, село     | Октябрське  | 826                    | 724                    | 594                    | 383                    |
| Амандик, село   | -           | 1107                   | 797                    | 533                    | 423                    |
| Жанадаур, село  | -           | 275                    | 241                    | 84                     | 72                     |
| Ільїчовка, село | -           | 580                    | 632                    | 527                    | 446                    |